# Olympische Sommerspiele 2024/Tischtennis
Bei den Olympischen Spielen 2024 in Paris fanden vom 27. Juli bis zum 10. August in der Arena Paris Sud 4 auf dem Messegelände fünf Wettbewerbe im Tischtennis statt.

## Zeitplan
| Zeitplan Tischtennis | Zeitplan Tischtennis | Zeitplan Tischtennis | Zeitplan Tischtennis | Zeitplan Tischtennis | Zeitplan Tischtennis | Zeitplan Tischtennis | Zeitplan Tischtennis | Zeitplan Tischtennis | Zeitplan Tischtennis | Zeitplan Tischtennis | Zeitplan Tischtennis | Zeitplan Tischtennis | Zeitplan Tischtennis | Zeitplan Tischtennis | Zeitplan Tischtennis |
| Wettbewerbe          | Juli 2024            | Juli 2024            | Juli 2024            | Juli 2024            | Juli 2024            | August 2024          | August 2024          | August 2024          | August 2024          | August 2024          | August 2024          | August 2024          | August 2024          | August 2024          | August 2024          |
| Wettbewerbe          | 27.                  | 28.                  | 29.                  | 30.                  | 31.                  | 1.                   | 2.                   | 3.                   | 4.                   | 5.                   | 6.                   | 7.                   | 8.                   | 9.                   | 10.                  |
| -------------------- | -------------------- | -------------------- | -------------------- | -------------------- | -------------------- | -------------------- | -------------------- | -------------------- | -------------------- | -------------------- | -------------------- | -------------------- | -------------------- | -------------------- | -------------------- |
| Männer Einzel        |                      |                      |                      |                      |                      |                      |                      |                      |                      |                      |                      |                      |                      |                      |                      |
| Frauen Einzel        |                      |                      |                      |                      |                      |                      |                      |                      |                      |                      |                      |                      |                      |                      |                      |
| Mixed Doppel         |                      |                      |                      |                      |                      |                      |                      |                      |                      |                      |                      |                      |                      |                      |                      |
| Männer Mannschaft    |                      |                      |                      |                      |                      |                      |                      |                      |                      |                      |                      |                      |                      |                      |                      |
| Frauen Mannschaft    |                      |                      |                      |                      |                      |                      |                      |                      |                      |                      |                      |                      |                      |                      |                      |
| Entscheidungen       | 0                    | 0                    | 0                    | 1                    | 0                    | 0                    | 0                    | 1                    | 1                    | 0                    | 0                    | 0                    | 0                    | 1                    | 1                    |

|  | Qualifikation |  | Medaillenentscheidung |

## Bilanz

### Medaillenspiegel
| Platz  | Land       | Gold | Silber | Bronze | Gesamt |
| ------ | ---------- | ---- | ------ | ------ | ------ |
| 1      | China      | 5    | 1      | –      | 6      |
| 2      | Schweden   | –    | 2      | –      | 2      |
| 3      | Japan      | –    | 1      | 1      | 2      |
| 4      | Nordkorea  | –    | 1      | –      | 1      |
| 5      | Frankreich | –    | –      | 2      | 2      |
| 5      | Südkorea   | –    | –      | 2      | 2      |
| Gesamt | Gesamt     | 5    | 5      | 5      | 15     |

### Medaillengewinner
| Disziplin         | Gold                                  | Silber                                                   | Bronze                                           |
| ----------------- | ------------------------------------- | -------------------------------------------------------- | ------------------------------------------------ |
| Männer Einzel     | Fan Zhendong (CHN)                    | Truls Möregårdh (SWE)                                    | Félix Lebrun (FRA)                               |
| Frauen Einzel     | Chen Meng (CHN)                       | Sun Yingsha (CHN)                                        | Hina Hayata (JPN)                                |
| Mixed Doppel      | Wang Chuqin / Sun Yingsha (CHN)       | Ri Jong-sik / Kim Kum-yong (PRK)                         | Lim Jong-hoon / Shin Yu-bin (KOR)                |
| Männer Mannschaft | ChinaMa Long Fan Zhendong Wang Chuqin | SchwedenTruls Möregårdh Anton Källberg Kristian Karlsson | FrankreichFélix Lebrun Alexis Lebrun Simon Gauzy |
| Frauen Mannschaft | ChinaSun Yingsha Wang Manyu Chen Meng | JapanHina Hayata Miwa Harimoto Miu Hirano                | SüdkoreaShin Yu-bin Jeon Ji-hee Lee Eun-hye      |

## Qualifikation
Folgende Nationen konnten sich qualifizieren:
| Nation             | Einzel | Einzel | Mannschaft | Mannschaft | Doppel | Quoten- plätze |
| Nation             | Männer | Frauen | Männer     | Frauen     | Mixed  | Quoten- plätze |
| ------------------ | ------ | ------ | ---------- | ---------- | ------ | -------------- |
| Ägypten            | 2      | 2      | X          | X          | X      | 7              |
| Algerien           | 1      | 1      |            |            |        | 2              |
| Argentinien        | 1      |        |            |            |        | 1              |
| Australien         | 2      | 2      | X          | X          | X      | 7              |
| Belgien            | 2      |        |            |            |        | 2              |
| Brasilien          | 2      | 2      | X          | X          | X      | 7              |
| China              | 2      | 2      | X          | X          | X      | 7              |
| Chile              | 1      | 2      |            |            |        | 3              |
| Chinesisch Taipeh  | 2      | 2      | X          | X          | X      | 7              |
| Dänemark           | 2      |        | X          |            |        | 3              |
| Deutschland        | 2      | 2      | X          | X          | X      | 7              |
| Ecuador            | 1      |        |            |            |        | 1              |
| Fidschi            | 1      |        |            |            |        | 1              |
| Frankreich         | 2      | 2      | X          | X          | X      | 7              |
| Griechenland       | 1      |        |            |            |        | 1              |
| Großbritannien     | 1      | 1      |            |            |        | 2              |
| Guyana             |        | 1      |            |            |        | 1              |
| Hongkong           | 1      | 2      |            | X          | X      | 5              |
| Indien             | 2      | 2      | X          | X          |        | 6              |
| Iran               | 2      | 1      |            |            |        | 3              |
| Italien            |        | 2      |            |            |        | 2              |
| Japan              | 2      | 2      | X          | X          | X      | 7              |
| Jordanien          | 1      |        |            |            |        | 1              |
| Kamerun            |        | 1      |            |            |        | 1              |
| Kanada             | 2      | 1      | X          |            |        | 4              |
| Kasachstan         | 1      |        |            |            |        | 1              |
| Republik Kongo     | 1      |        |            |            |        | 1              |
| Kroatien           | 2      | 1      | X          |            |        | 4              |
| Kuba               | 1      |        |            |            | X      | 2              |
| Libanon            |        | 1      |            |            |        | 1              |
| Luxemburg          | 1      | 2      |            |            |        | 3              |
| Madagaskar         | 1      |        |            |            |        | 1              |
| Malediven          |        | 1      |            |            |        | 1              |
| Mexiko             | 1      | 1      |            |            |        | 2              |
| Moldau             | 1      |        |            |            |        | 1              |
| Monaco             |        | 1      |            |            |        | 1              |
| Nepal              | 1      |        |            |            |        | 1              |
| Niederlande        |        | 1      |            |            |        | 1              |
| Nigeria            | 2      | 2      |            |            |        | 4              |
| Nordkorea          |        | 1      |            |            | X      | 2              |
| Österreich         | 1      | 1      |            |            |        | 2              |
| Polen              | 1      | 2      |            | X          |        | 4              |
| Portugal           | 2      | 2      | X          |            |        | 5              |
| Puerto Rico        | 2      | 1      |            |            |        | 3              |
| Rumänien           | 2      | 2      |            | X          | X      | 6              |
| Schweden           | 2      | 2      | X          | X          | X      | 7              |
| Senegal            | 1      |        |            |            |        | 1              |
| Serbien            |        | 1      |            |            |        | 1              |
| Singapur           | 1      | 2      |            |            |        | 3              |
| Slowakei           | 1      |        |            |            |        | 1              |
| Slowenien          | 2      |        | X          |            |        | 3              |
| Spanien            | 1      | 1      |            |            | X      | 3              |
| Südkorea           | 2      | 2      | X          | X          | X      | 7              |
| Thailand           |        | 2      |            | X          |        | 3              |
| Tschechien         |        | 1      |            |            |        | 1              |
| Türkei             |        | 1      |            |            |        | 1              |
| Ukraine            | 1      | 2      |            |            |        | 3              |
| Ungarn             |        | 1      |            |            | X      | 2              |
| Vanuatu            |        | 1      |            |            |        | 1              |
| Vereinigte Staaten | 1      | 2      |            | X          |        | 4              |
| Gesamt: 60 NOKs    | 67     | 67     | 16         | 16         | 16     | 182            |